# Championnats du monde d'haltérophilie 1996
Navigation
Édition précédente Édition suivante
Les Championnats du monde d'haltérophilie 1996 se tiennent du 3 mai 1996 au 11 mai 1996 à Varsovie. Seuls les femmes participent à cette édition.

## Médaillées
| Épreuve     | Or                         | Or          | Argent                     | Argent   | Bronze                       | Bronze   |
| 46 kg       | 46 kg                      | 46 kg       | 46 kg                      | 46 kg    | 46 kg                        | 46 kg    |
| ----------- | -------------------------- | ----------- | -------------------------- | -------- | ---------------------------- | -------- |
| Arraché     | Guan Hong (CHN)            | 77,5 kg     | Tsai Huey-woan (TPE)       | 70,0 kg  | Kunjarani Devi (IND)         | 67,5 kg  |
| Épaulé-jeté | Guan Hong (CHN)            | 95,0 kg     | Kunjarani Devi (IND)       | 90,0 kg  | Tsai Huey-woan (TPE)         | 87,5 kg  |
| Total       | Guan Hong (CHN)            | 172,5 kg    | Kunjarani Devi (IND)       | 157,5 kg | Tsai Huey-woan (TPE)         | 157,5 kg |
| 50 kg       |                            |             |                            |          |                              |          |
| Arraché     | Liu Xiuhua (CHN)           | 80,0 kg     | Choi Myung-shik (KOR)      | 80,0 kg  | Chu Nan-mei (TPE)            | 77,5 kg  |
| Épaulé-jeté | Liu Xiuhua (CHN)           | 105,0 kg    | Chu Nan-mei (TPE)          | 95,0 kg  | Choi Myung-shik (KOR)        | 95,0 kg  |
| Total       | Liu Xiuhua (CHN)           | 185,0 kg    | Choi Myung-shik (KOR)      | 175,0 kg | Chu Nan-mei (TPE)            | 172,5 kg |
| 54 kg       |                            |             |                            |          |                              |          |
| Arraché     | Zhang Xixiang (CHN)        | 87,5 kg     | Kuo Ping-chun (TPE)        | 85,0 kg  | Karnam Malleswari (IND)      | 85,0 kg  |
| Épaulé-jeté | Zhang Xixiang (CHN)        | 110,0 kg    | Kuo Ping-chun (TPE)        | 102,5 kg | Karnam Malleswari (IND)      | 102,5 kg |
| Total       | Zhang Xixiang (CHN)        | 197,5 kg    | Kuo Ping-chun (TPE)        | 187,5 kg | Karnam Malleswari (IND)      | 187,5 kg |
| 59 kg       |                            |             |                            |          |                              |          |
| Arraché     | Chen Xiaomin (CHN)         | 99,0 kg RM  | Maria Christoforidou (GRE) | 90,0 kg  | Yuriko Takahashi (JPN)       | 85,0 kg  |
| Épaulé-jeté | Yuriko Takahashi (JPN)     | 112,5 kg    | Chen Xiaomin (CHN)         | 110,0 kg | Maria Christoforidou (GRE)   | 107,5 kg |
| Total       | Chen Xiaomin (CHN)         | 207,5 kg    | Maria Christoforidou (GRE) | 197,5 kg | Yuriko Takahashi (JPN)       | 197,5 kg |
| 64 kg       |                            |             |                            |          |                              |          |
| Arraché     | Li Hongyun (CHN)           | 106,0 kg RM | Chen Jui-lien (TPE)        | 100,0 kg | Bénédicte Comblez (FRA)      | 90,0 kg  |
| Épaulé-jeté | Li Hongyun (CHN)           | 120,0 kg    | Chen Jui-lien (TPE)        | 115,0 kg | Choi Eun-ja (KOR)            | 115,0 kg |
| Total       | Li Hongyun (CHN)           | 225,0 kg    | Chen Jui-lien (TPE)        | 215,0 kg | Huang Hsi-li (TPE)           | 202,5 kg |
| 70 kg       |                            |             |                            |          |                              |          |
| Arraché     | Ilona Dankó (HUN)          | 97,5 kg     | Tang Weifang (CHN)         | 95,0 kg  | Irina Komendanskaya (RUS)    | 92,5 kg  |
| Épaulé-jeté | Tang Weifang (CHN)         | 127,5 kg    | Irina Kasimova (RUS)       | 122,5 kg | Kim Dong-hee (KOR)           | 120,0 kg |
| Total       | Tang Weifang (CHN)         | 222,5 kg    | Irina Kasimova (RUS)       | 212,5 kg | Kim Dong-hee (KOR)           | 212,5 kg |
| 76 kg       |                            |             |                            |          |                              |          |
| Arraché     | Li Yan (CHN)               | 97,5 kg     | Mária Takács (HUN)         | 95,0 kg  | Theresa Brick (CAN)          | 95,0 kg  |
| Épaulé-jeté | Li Yan (CHN)               | 127,5 kg    | Mária Takács (HUN)         | 120,0 kg | Panagiota Antonopoulou (GRE) | 120,0 kg |
| Total       | Li Yan (CHN)               | 225,0 kg    | Mária Takács (HUN)         | 215,0 kg | Panagiota Antonopoulou (GRE) | 210,0 kg |
| 83 kg       |                            |             |                            |          |                              |          |
| Arraché     | Wei Xiangying (CHN)        | 110,0 kg RM | Chen Shu-chih (TPE)        | 107,5 kg | María Isabel Urrutia (COL)   | 100,0 kg |
| Épaulé-jeté | María Isabel Urrutia (COL) | 135,0 kg    | Chen Shu-chih (TPE)        | 135,0 kg | Wei Xiangying (CHN)          | 132,5 kg |
| Total       | Wei Xiangying (CHN)        | 242,5 kg RM | Chen Shu-chih (TPE)        | 242,5 kg | María Isabel Urrutia (COL)   | 235,0 kg |
| +83 kg      |                            |             |                            |          |                              |          |
| Arraché     | Karoliina Lundahl (FIN)    | 107,5 kg    | Wan Ni (CHN)               | 102,5 kg | Sylvie Iskin (FRA)           | 102,5 kg |
| Épaulé-jeté | Wan Ni (CHN)               | 137,5 kg    | Chen Hsiao-lien (TPE)      | 130,0 kg | Karoliina Lundahl (FIN)      | 125,0 kg |
| Total       | Wan Ni (CHN)               | 240,0 kg    | Karoliina Lundahl (FIN)    | 232,5 kg | Chen Hsiao-lien (TPE)        | 227,5 kg |